# Vicariat apostolique de Requena
Le vicariat apostolique de Requena (en latin : Vicariatus Apostolicus Requenaënsis ; en espagnol : Vicariato apostólico de Requena) est un vicariat apostolique de l'Église catholique du Pérou directement soumis au Saint-Siège.

## Territoire
Il comprend les provinces de Requena et Ucayali dans le département de Loreto. Le reste de ce département étant géré par les  vicariats apostoliques d'Iquitos, San José de Amazonas et Yurimaguas.
Son territoire est d'une superficie de 82 000 km divisé en 8 paroisses. Le siège est dans la ville de Requena où se trouve la cathédrale de saint Antoine de Padoue.

## Histoire
La préfecture apostolique de San Francisco d'Ucayali est érigée le 5 février 1900 par le décret Cum interior de la congrégation pour la propagation de la foi en prenant sur les territoires des diocèses d'Huamanga (aujourd'hui archidiocèse d'Ayacucho), de Huánuco et de Chachapoyas. Le 14 juillet 1925, la préfecture est élevée au rang de vicariat apostolique par la lettre apostolique Supremi apostolatus du pape Pie XI.
Le vicariat d'Ucayali est supprimé par la constitution apostolique Cum petierit du 2 mars 1956 et son territoire divisé entre les trois nouveaux vicariats apostoliques de Requena, San Ramón et Pucallpa. La mission de Requena est confiée à l'ordre des Frères mineurs.

## Évêques
- Valeriano Ludovico Arroyo Paniego, O.F.M (26 janvier 1957 - 26 novembre 1973)
- Odorico Leovigildo Sáiz Pérez, O.F.M (26 novembre 1973 - 15 mai 1987)
- Victor de la Peña Pérez, O.F.M (15 mai 1987 - 30 juillet 2005)
- Juan Tomás Oliver Climent, O.F.M (30 juillet 2005 - 4 juin 2022)
- Alejandro Adolfo Wiesse León, O.F.M (4 juin 2022 - )